# Заімандрівський ВТТ
Заімандрівський виправно-трудовий табір (рос. ЗАИМАНДРОВСКИЙ ИТЛ, Заимандровское строительство и ИТЛ Заимандровлаг) — підрозділ, що діяв в системі ГУЛАГ в районі міста Оленегорськ.
Організований 17.10.40;
закритий 28.06.41.
Підпорядкований:
- ГУЛАГ з 17.10.40;
- ГУЛПС (промислового будівництва) з 26.02.41;
- УЛСПЧМ (Управління таборів з будівництва підприємств чорної металургії) з 14.05.41

## Виконувані роботи
Будівництво залізної копальні за озером Імандра.

## Чисельністьз/к
- 15.01.41 — 74,
- 01.04.41 — 1104,
- 01.07.41 — 1349

Начальник — ст. лейтенант ГБ Баканович.